# Filipe Franco de Sá
Filipe Franco de Sá (Alcântara, 2 de junho de 1841 — 1906) foi um magistrado e político brasileiro.
Foi promotor público, ministro da Guerra, ministro dos Estrangeiros (ver Gabinete Martinho Campos), ministro do Império (ver Gabinete Dantas), deputado geral e senador do Império do Brasil de 1882 a 1889.
Também possui um livro escrito: A Lingua Portugueza: Dificuldades e Duvidas - Com uma Critica por Candido de Figueiredo. Organização, cópia, revisão do manuscrito e direcção da publicação por Manuel Fran Paxeco.